# Nefrina
Nefrina viveu na cidade de Acmim, Egito, em 250 a.C..
Os pais serviam no templo do deus egípcio da fertilidade Mim, onde o pai foi guardião dos aposentos do deus e a mãe foi uma música do templo.
Nefrina morreu em 275 a.C. possivelmente de complicações resultantes de uma fratura no quadril. Foi mumificada segundo os padrões daqueles que pertenciam às classes altas da sociedade egípcia. O processo de mumificação foi elaborado, típico das classes altas. Mas ela não pertencia à realeza, fato constatado pela maneira como os braços estavam, o direito sobre o esquerdo.
O busto de Nefrina está exposto atualmente exposto no "Reading Public Museum" na cidade de Reading, Pensilvânia. O Museu recebeu Nefrina em 1930 como empréstimo da Universidade de Pensilvânia.